# Copa del Rey 2016/17
Die Copa del Rey 2016/17 war die 113. Austragung des spanischen Fußballpokals.
Der Wettbewerb startete am 31. August 2016 und endete mit dem Finale am 27. Mai 2017. Titelverteidiger des Pokalwettbewerbs war der FC Barcelona.

## Teilnehmende Mannschaften
| Primera División 20 Vereine der Saison 2015/16 | Segunda División 21 Vereine der Saison 2015/161 | Segunda División B 24 Vereine, die in der Saison 2015/16 in den vier Gruppen unter den ersten fünf platziert waren und die fünf folgenden Mannschaften mit den meisten Punkten2 | Tercera División die 18 Meister der Tercera División 2015/163 |
| FC Barcelona Real Madrid Atlético Madrid FC Villarreal Athletic Bilbao Celta Vigo FC Sevilla FC Málaga Real Sociedad Betis Sevilla UD Las Palmas FC Valencia Espanyol Barcelona SD Eibar Deportivo La Coruña FC Granada Sporting Gijón Rayo Vallecano FC Getafe Levante UD | Deportivo Alavés CD Leganés Gimnàstic de Tarragona FC Girona FC Córdoba CA Osasuna AD Alcorcón Real Saragossa Real Oviedo CD Numancia FC Elche SD Huesca CD Teneriffa CD Lugo CD Mirandés Real Valladolid RCD Mallorca UD Almería SD Ponferradina UE Llagostera Albacete Balompié | - Gruppe 1 Racing Santander Racing de Ferrol CD Tudelano UD Logroñés Burgos CF CD Guijuelo‡ Cultural Leonesa‡ - Gruppe 2 FC Barakaldo UD Socuéllamos CD Toledo Real Unión Irún Sestao River Club† Arenas Club de Getxo‡ SD Amorebieta‡ - Gruppe 3 FC Reus Hércules Alicante Club Lleida Esportiu UE Cornellà CD Alcoyano† - Gruppe 4 UCAM Murcia CF Real Murcia FC Cádiz FC Lorca† Cartagena FC† | - Gruppe 1 CD Boiro - Gruppe 2 Caudal Deportivo - Gruppe 3 CD Laredo - Gruppe 4 Zamudio SD - Gruppe 5 AE Prat - Gruppe 6 Atlético Saguntino - Gruppe 7 UD San Sebastián de los Reyes - Gruppe 8 Zamora CF - Gruppe 9 Atlético Mancha Real - Gruppe 10 Atlético Sanluqueño† - Gruppe 11 SD Formentera† - Gruppe 12 UD Villa de Santa Brígida - Gruppe 13 CF Lorca Deportiva - Gruppe 14 Extremadura UD - Gruppe 15 CA Cirbonero† - Gruppe 16 CD Calahorra - Gruppe 17 Andorra CF† - Gruppe 18 UB Conquense |

1 Athletic Bilbao B als B-Mannschaft nicht teilnahmeberechtigt

2 unter Ausschluss von B-Mannschaften

3 wird eine B-Mannschaft Meister, rückt automatisch die bestplatzierte A-Mannschaft der jeweiligen Liga nach

† für eine B-Mannschaft nachgerückt

‡ als Punktbester qualifiziert

## Erste Hauptrunde
Zur ersten Hauptrunde des Wettbewerbes sind 36 Mannschaften, die in der Saison 2016/17 in der Segunda División B und der Tercera División spielen, qualifiziert. Die Auslosung fand am 22. Juli 2016 wie alle weiteren Auslosungen auch in der Ciudad del Fútbol in Las Rozas de Madrid statt. Es wurden 18 Paarungen ausgelost und sechs Freilose vergeben. Dabei wurden auch die Paarungen für die zweite Hauptrunde bestimmt. Die Spiele wurden am 31. August 2016 ausgetragen.
|                      | Ergebnis              |                               |
| -------------------- | --------------------- | ----------------------------- |
| Racing de Ferrol     | 3:2                   | Zamora CF                     |
| CD Boiro             | 1:3 n. V.             | CD Guijuelo                   |
| Caudal Deportivo     | 2:1                   | Burgos CF                     |
| CA Cirbonero         | 0:0 n. V. (6:5 i. E.) | SD Ponferradina               |
| CD Laredo            | 2:3 n. V.             | Cultural Leonesa              |
| FC Barakaldo         | 4:0                   | Zamudio SD                    |
| CD Calahorra         | 0:0 n. V. (3:1 i. E.) | UD Logroñés                   |
| CD Toledo            | 2:0                   | UB Conquense                  |
| Sestao River Club    | 4:2                   | UD Villa de Santa Brígida     |
| SD Amorebieta        | 2:1 n. V.             | UD Socuéllamos                |
| Albacete Balompié    | 2:1                   | Real Unión Irún               |
| Atlético Saguntino   | 1:1 n. V. (3:4 i. E.) | SD Formentera                 |
| Club Lleida Esportiu | 1:0                   | AE Prat                       |
| Andorra CF           | 0:5                   | Hércules Alicante             |
| Extremadura UD       | 1:0                   | Atlético Mancha Real          |
| CF Lorca Deportiva   | 1:2 n. V.             | FC Lorca                      |
| Atlético Sanluqueño  | 1:0                   | Real Murcia                   |
| UE Cornellà          | 2:1 n. V.             | UD San Sebastián de los Reyes |

Freilose: CD Alcoyano, Arenas Club de Getxo, Cartagena FC, UE Llagostera, Racing Santander, CD Tudelano

## Zweite Hauptrunde
In der zweiten Hauptrunde traten die Mannschaften aus der Segunda División dem Wettbewerb bei. Die Spiele wurden zwischen dem 6. und 8. September 2016 ausgetragen.
|                        | Ergebnis              |                      |
| ---------------------- | --------------------- | -------------------- |
| Albacete Balompié      | 2:0                   | Arenas Club de Getxo |
| Caudal Deportivo       | 1:0                   | Club Lleida Esportiu |
| Cartagena FC           | 1:1 n. V. (5:6 i. E.) | Hércules Alicante    |
| FC Barakaldo           | 3:3 n. V. (2:3 i. E.) | SD Amorebieta        |
| CD Tudelano            | 1:0                   | Atlético Sanluqueño  |
| Racing de Ferrol       | 0:0 n. V. (4:5 i. E.) | CA Cirbonero         |
| CD Guijuelo            | 1:0                   | Sestao River Club    |
| SD Formentera          | 2:2 n. V. (9:8 i. E.) | FC Lorca             |
| CD Toledo              | 4:0                   | CD Alcoyano          |
| UE Cornellà            | 3:1 n. V.             | Extremadura UD       |
| Cultural Leonesa       | 3:1                   | CD Calahorra         |
| Racing Santander       | 2:1                   | UE Llagostera        |
| Real Saragossa         | 1:2                   | Real Valladolid      |
| UCAM Murcia CF         | 4:3 n. V.             | Real Oviedo          |
| Gimnàstic de Tarragona | 1:0 n. V.             | CD Numancia          |
| CD Mirandés            | 2:2 n. V. (3:4 i. E.) | FC Elche             |
| CD Lugo                | 1:2                   | CD Teneriffa         |
| FC Cádiz               | 1:1 n. V. (3:2 i. E.) | Levante UD           |
| SD Huesca              | 1:0                   | FC Girona            |
| UD Almería             | 0:2                   | Rayo Vallecano       |
| AD Alcorcón            | 1:0                   | FC Getafe            |
| RCD Mallorca           | 1:0 n. V.             | FC Reus              |

Freilos: FC Córdoba

## Dritte Hauptrunde
Die Auslosung fand am 9. September 2016 statt. Die Spiele wurden am 11. und 12. Oktober 2016 ausgetragen.
|                   | Ergebnis              |                        |
| ----------------- | --------------------- | ---------------------- |
| Racing Santander  | 2:0                   | SD Amorebieta          |
| CA Cirbonero      | 1:2 n. V.             | CD Guijuelo            |
| CD Tudelano       | 0:0 n. V. (3:4 i. E.) | SD Formentera          |
| CD Toledo         | 4:1                   | Caudal Deportivo       |
| Cultural Leonesa  | 2:1 n. V.             | Albacete Balompié      |
| Hércules Alicante | 2:1                   | UE Cornellà            |
| Rayo Vallecano    | 1:1 n. V. (4:5 i. E.) | Gimnàstic de Tarragona |
| FC Cádiz          | 1:2                   | FC Córdoba             |
| FC Elche          | 0:1                   | AD Alcorcón            |
| RCD Mallorca      | 1:2                   | UCAM Murcia CF         |
| Real Valladolid   | 3:1 n. V.             | CD Teneriffa           |

Freilos: SD Huesca

## Runde der letzten 32
In der Runde der letzten 32 stießen zu den elf Siegern aus den Partien der dritten Hauptrunde und einer Mannschaft, welche ein Freilos erhielt, die Teams aus der Primera División.
Die Auslosung fand am 16. Oktober 2016 mit fünf Lostöpfen statt.
| Topf 1 (Segunda División B)                                                             | Topf 2 (Champions League)                                         | Topf 3 (Europa League)     | Spezialtopf 1 (Segunda División)                                                       | Spezialtopf 2 (Primera División) |
| --------------------------------------------------------------------------------------- | ----------------------------------------------------------------- | -------------------------- | -------------------------------------------------------------------------------------- | --- |
| Cultural Leonesa SD Formentera CD Guijuelo Hércules Alicante Racing Santander CD Toledo | FC Barcelona Real Madrid Atlético Madrid FC Sevilla FC Villarreal | Athletic Bilbao Celta Vigo | AD Alcorcón FC Córdoba Gimnàstic de Tarragona SD Huesca UCAM Murcia CF Real Valladolid | Betis Sevilla Deportivo Alavés Deportivo La Coruña SD Eibar Espanyol Barcelona FC Granada UD Las Palmas CD Leganés FC Málaga CA Osasuna Real Sociedad Sporting Gijón FC Valencia |

Zunächst wurde den Mannschaften in Topf 1 ein Gegner aus Topf 2 zugelost, den verbleibenden Mannschaften aus Topf 1 dann ein Gegner aus Topf 3. Danach wurde den Mannschaften aus Spezialtopf 1 ein Gegner aus Spezialtopf 2 zugelost und anschließend wurden die Paarungen aus den übrigen Vereinen der Primera División ermittelt.
Die Hinspiele wurden zwischen dem 29. November und 1. Dezember ausgetragen, die Rückspiele fanden zwischen dem 20. und 22. Dezember 2016 statt.
|                        | Gesamt          |                     | Hinspiel | Rückspiel |
| ---------------------- | --------------- | ------------------- | -------- | --------- |
| CD Toledo              | 1:4             | FC Villarreal       | 0:3      | 1:1       |
| SD Formentera          | 2:14            | FC Sevilla          | 1:5      | 1:9       |
| Cultural Leonesa       | 12:13 1         | Real Madrid         | 1:7      | 1:6       |
| Hércules Alicante      | 1:8             | FC Barcelona        | 1:1      | 0:7       |
| CD Guijuelo            | 1:10            | Atlético Madrid     | 0:6      | 1:4       |
| Racing Santander       | 1:5             | Athletic Bilbao     | 1:2      | 0:3       |
| UCAM Murcia CF         | 0:2             | Celta Vigo          | 0:1      | 0:1       |
| FC Córdoba             | 6:3             | FC Málaga           | 2:0      | 4:3       |
| Real Valladolid        | 2:4             | Real Sociedad       | 1:3      | 1:1       |
| SD Huesca              | 3:4             | UD Las Palmas       | 2:2      | 1:2       |
| Gimnàstic de Tarragona | 0:6             | Deportivo Alavés    | 0:3      | 0:3       |
| AD Alcorcón            | 2:2 (4:3 i. E.) | Espanyol Barcelona  | 1:1      | 1:1 n. V. |
| Sporting Gijón         | 2:5             | SD Eibar            | 1:2      | 1:3       |
| FC Granada             | 1:2             | CA Osasuna          | 1:0      | 0:2       |
| CD Leganés             | 2:5             | FC Valencia         | 1:3      | 1:2       |
| Betis Sevilla          | 2:3             | Deportivo La Coruña | 1:0      | 1:3       |

## Achtelfinale
Die Auslosung für die Spiele des Achtelfinales fand am 23. Dezember 2016 statt. Die Hinspiele werden zwischen dem 3. und 5. Januar, die Rückspiele zwischen dem 10. und 12. Januar 2017 ausgetragen.
|                     | Gesamt    |                  | Hinspiel | Rückspiel |
| ------------------- | --------- | ---------------- | -------- | --------- |
| UD Las Palmas       | 3:4       | Atlético Madrid  | 0:2      | 3:2       |
| AD Alcorcón         | 2:1       | FC Córdoba       | 0:0      | 2:1       |
| Athletic Bilbao     | 3:4       | FC Barcelona     | 2:1      | 1:3       |
| Real Madrid         | 6:3       | FC Sevilla       | 3:0      | 3:3       |
| Real Sociedad       | 4:2       | FC Villarreal    | 3:1      | 1:1       |
| Deportivo La Coruña | (a)3:3(a) | Deportivo Alavés | 2:2      | 1:1       |
| FC Valencia         | 2:6       | Celta Vigo       | 1:4      | 1:2       |
| CA Osasuna          | 0:3       | SD Eibar         | 0:3      | 0:0       |

## Viertelfinale
Die Auslosung für die Spiele des Viertelfinales fand am 13. Januar 2017 statt. Die Hinspiele wurden am 18. und 19. Januar, die Rückspiele zwischen dem 24. und 26. Januar 2017 ausgetragen.
|                 | Gesamt |                  | Hinspiel | Rückspiel |
| --------------- | ------ | ---------------- | -------- | --------- |
| Real Sociedad   | 2:6    | FC Barcelona     | 0:1      | 2:5       |
| AD Alcorcón     | 0:2    | Deportivo Alavés | 0:2      | 0:0       |
| Atlético Madrid | 5:2    | SD Eibar         | 3:0      | 2:2       |
| Real Madrid     | 3:4    | Celta Vigo       | 1:2      | 2:2       |

## Halbfinale
Die Auslosung für die Spiele des Halbfinales fand am 27. Januar 2017 statt. Die Hinspiele werden am 1. Februar, die Rückspiele am 8. Februar 2017 ausgetragen.
|                 | Gesamt |                  | Hinspiel | Rückspiel |
| --------------- | ------ | ---------------- | -------- | --------- |
| Celta Vigo      | 0:1    | Deportivo Alavés | 0:0      | 0:1       |
| Atlético Madrid | 2:3    | FC Barcelona     | 1:2      | 1:1       |

## Finale
| FC Barcelona                                                          | FC Barcelona | Deportivo Alavés | Deportivo Alavés | Aufstellung                                     |
| --------------------------------------------------------------------- | --- | --- | ---------------- | ----------------------------------------------- |
| FC Barcelona                                                          | \| 27. Mai 2017 um 21:30 Uhr (MESZ) in Madrid (Estadio Vicente Calderón) \| \| Ergebnis: 3:1 (3:1) \| \| Zuschauer: 45.000 \| \| Schiedsrichter: Carlos Clos Gómez \|                                                            | \| 27. Mai 2017 um 21:30 Uhr (MESZ) in Madrid (Estadio Vicente Calderón) \| \| Ergebnis: 3:1 (3:1) \| \| Zuschauer: 45.000 \| \| Schiedsrichter: Carlos Clos Gómez \| | Deportivo Alavés | Aufstellung FC Barcelona gegen Deportivo Alavés |
| FC Barcelona                                                          | Jasper Cillessen – Javier Mascherano (11. André Gomes), Gerard Piqué, Samuel Umtiti, Jordi Alba – Ivan Rakitić (83. Aleix Vidal), Sergio Busquets, Andrés Iniesta – Lionel Messi, Paco Alcácer, Neymar Cheftrainer: Luis Enrique | Fernando Pacheco – Kiko Femenía, Carlos Vigaray, Rodrigo Ely, Zouhair Feddal, Theo Hernández (79. Óscar Romero) – Édgar Méndez (59. Víctor Camarasa), Marcos Llorente, Manu García, Ibai (60. Rubén Sobrino) – Deyverson Cheftrainer: Mauricio Pellegrino ( Argentinien) | Deportivo Alavés | Aufstellung FC Barcelona gegen Deportivo Alavés |
| FC Barcelona                                                          | 1:0 Lionel Messi (30.) 2:1 Neymar (45.) 3:1 Paco Alcácer (45.+3') | 1:1 Theo Hernández (33.) | Deportivo Alavés | Aufstellung FC Barcelona gegen Deportivo Alavés |
| FC Barcelona                                                          | Samuel Umtiti (42.), Andrés Iniesta (76.), Lionel Messi (76.) | Édgar Méndez (16.), Manu García (39.), Rodrigo Ely (49.), Rubén Sobrino (76.), Deyverson (88.) | Deportivo Alavés | Aufstellung FC Barcelona gegen Deportivo Alavés |
| 27. Mai 2017 um 21:30 Uhr (MESZ) in Madrid (Estadio Vicente Calderón) | | |                  |                                                 |
| Ergebnis: 3:1 (3:1)                                                   | | |                  |                                                 |
| Zuschauer: 45.000                                                     | | |                  |                                                 |
| Schiedsrichter: Carlos Clos Gómez                                     | | |                  |                                                 |